# Helen Wainwright
Helen Wainwright (n. 15 martie 1906, New York City, New York, SUA – d. 8 octombrie 1965, Hampton Bays⁠(d), Southampton⁠(d), New York, SUA) a fost o înotătoare ce a reprezentat Statele Unite ale Americii, medaliată olimpică. A participat la 2 ediții ale Jocurilor Olimpice (1920, 1924) în care a câștigat 4 medalii de argint.